# Говард Стаунтон
Говард Стаунтон (англ. Howard Staunton; * 1810 — †22 червня 1874) — англійський шахіст, був найсильнішим шахістом світу з 1843 по 1851 роки. Організатор першого у світі міжнародного шахового турніру, автор першого в історії шахового посібника. Іменем Стаунтона названо сучасний стандартний комплект шахів. 

## Біографія

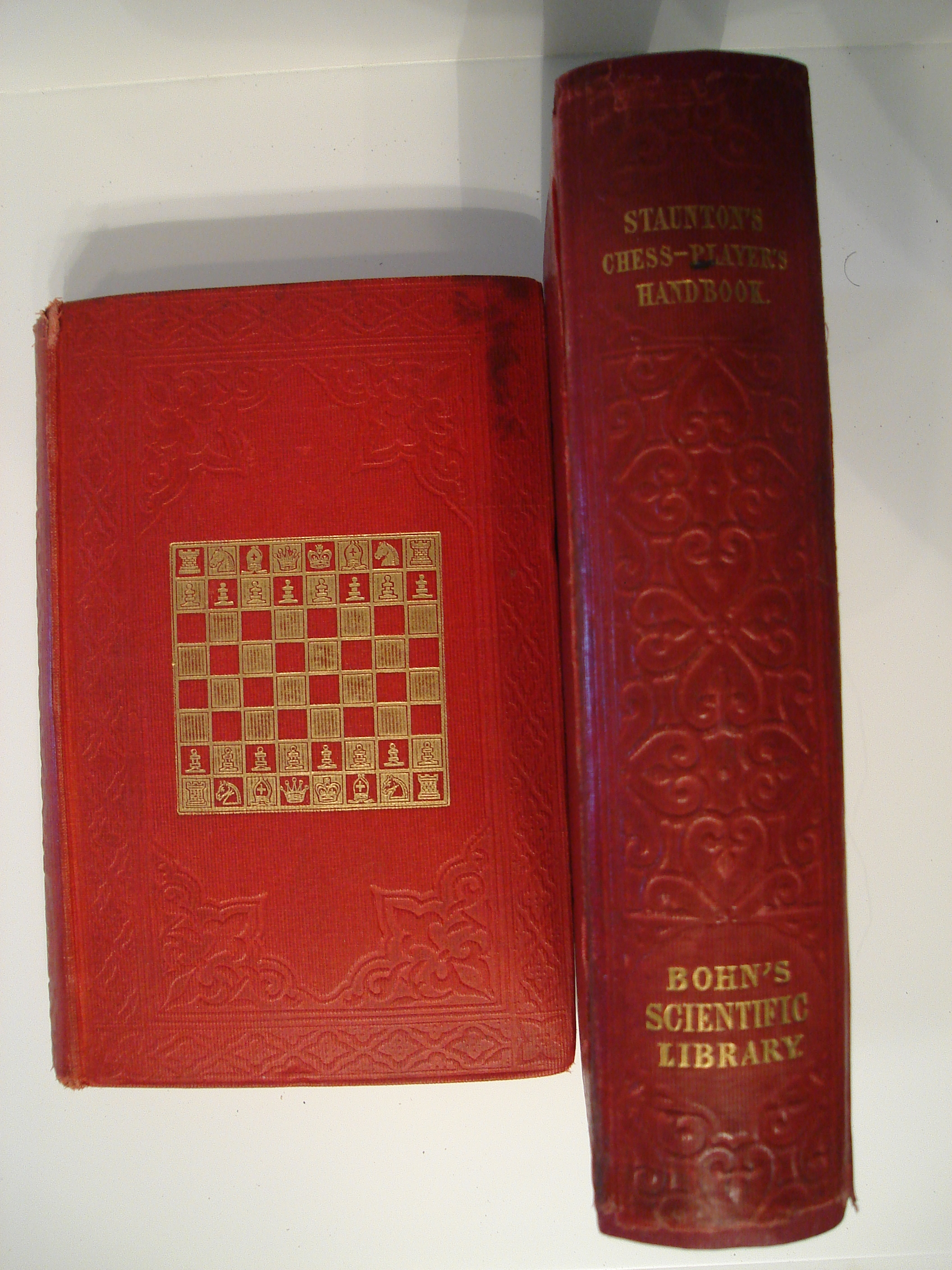
«Шаховий посібник» Говарда Стаунтона (1847)

Рано зацікавившись шахами, Стаунтон суттєвих успіхів досяг аж після переїзду до Лондона у 1836 році. Здобував перемоги над усіма найсильнішими шахістами свого часу. Після перемоги у 1843 році над французом П'єром Сент-Аманом вважався найкращим шахістом планети. 
У 1849 році Стаунтон одружився з жінкою, яка вже мала вісьмох дітей від попереднього шлюбу. 
У 1851 році організував перший міжнародний шаховий турнір, що відбувся в Англії. Це сприяло перетворенню Англії на світовий шаховий центр. 
В 50-х роках 19 ст., крім шахової, активізував свою літературну та видавничу діяльність, зокрема займався вивченням літературної спадщини Шекспіра і отримав високу оцінку своїх дослідницьких робіт. У той же час створив і видавав журнал «Шахові хроніки». 
У 1858 році прийняв виклик шахового вундеркінда Пола Морфі, однак всі спроби організувати матч вийшли марними, на думку багатьох дослідників, через побоювання Стаунтона, що перебував у періоді згасання своїх шахових можливостей, грати з молодим і перспективним Полом Морфі.
Помер 1874 року. Похований на кладовищі Кенсал-Грін у Лондоні.

## Шахова спадщина Стаунтона
У 1847 році Стаунтон видав написаний ним перший в історії шахів «Шаховий посібник» (англ. Chess-Player's Handbook), що був настільки ґрунтовною і багатогранною працею, що й досі широко застосовується як навчальний посібник із шахів. 

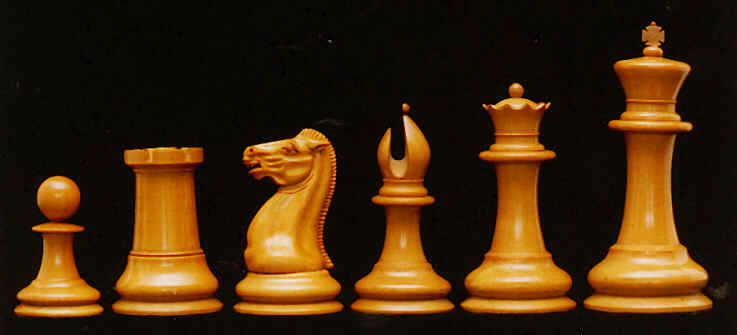
Зразок оригінальних шахів комлекту «Стаунтон». Зліва направо: пішак, тура, кінь, слон, ферзь, король

У 1849 році Натаніель Кук зареєстрував права власності на дизайн шахових фігур, які назвав іменем Говарда Стаунтона. Стаунтон активно сприяв їх появі, а пізніше займався рекламою шахів нового дизайну, акцентуючи увагу на зручності, виразності та простоті нових фігур. Новий шаховий комплект був настільки популярним, що згодом став стандартним і сьогодні саме шахи комплекту «Стаунтон» є рекомендованими для змагань ФІДЕ.
Стаунтон активно впроваджував такі шахові дебюти як Англійський початок (початок Стаунтона), Гамбіт Стаунтона та ферзевий гамбіт.